# Justin Mapp
Justin Mapp (nacido el 28 de diciembre de 1987 en Brandon, Misisipi) es un futbolista estadounidense. Juega de volante y su equipo actual es el Montreal Impact de la Major League Soccer.

## Selección nacional
Ha sido internacional con la Selección de fútbol de los Estados Unidos, habiendo jugado 8 partidos.

### Participaciones Internacionales
| Mundial                         | Sede           | Resultado    |
| ------------------------------- | -------------- | ------------ |
| Copa de Oro de la CONCACAF 2007 | Estados Unidos | Campeón      |
| Copa América 2007               | Venezuela      | Primera fase |

## Clubes
| Club               | País           | Año           |
| ------------------ | -------------- | ------------- |
| DC United          | Estados Unidos | 2002          |
| Chicago Fire       | Estados Unidos | 2003-2010     |
| Philadelphia Union | Estados Unidos | 2010-2011     |
| Montreal Impact    | Canadá         | 2011-presente |

## Palmarés

### Campeonatos nacionales
| Título                                | Club         | País           | Año  |
| ------------------------------------- | ------------ | -------------- | ---- |
| Major League Soccer Supporters Shield | Chicago Fire | Estados Unidos | 2003 |
| Lamar Hunt U.S. Open Cup              | Chicago Fire | Estados Unidos | 2003 |
| Lamar Hunt U.S. Open Cup              | Chicago Fire | Estados Unidos | 2006 |

### Copas internacionales
| Título                     | Club           | País           | Año  |
| -------------------------- | -------------- | -------------- | ---- |
| Copa de Oro de la CONCACAF | Estados Unidos | Estados Unidos | 2007 |

(*) Incluyendo la selección